# Partidul Național al Românilor din Transilvania
Partidul Național al Românilor din Transilvania a fost înființat în anul 1869, după alipirea Transilvaniei la Ungaria în anul 1867. Programul politic al partidului a fost acela al pasivismului, drept consecință a nerecunoașterii integrării Marelui Principat al Transilvaniei în Ungaria. Președinte al partidului a fost Ilie Măcelar. La 12 mai 1881 a fuzionat cu Partidul Național al Românilor din Banat și Ungaria, în urma cărei fuziuni a rezultat Partidul Național Român din Transilvania și Ungaria, partid care inițial a mers tot pe linia pasivismului și a colaborării exclusiv cu Curtea de la Viena